# Isla de sal
Isla de sal es una película venezolana de 1964 dirigida por Clemente de la Cerda, siendo ésta su ópera prima.

## Argumento
Aurora es una humilde y simpática muchacha de Chichiriviche quien, al enterarse de que su padre tiene una fuerte deuda por la compra de un nuevo bote para su trabajo como pescador, decide emigrar a Caracas con su padrino Simón para probar suerte como cantante luego que la descubriera Walter Pérez, un famoso productor de TV, a pesar de la oposición de Venancio, el novio de toda la vida de Aurora, y los celos de Lidia, la amante de Walter.

## Elenco
- Lila Morillo ... Aurora
- Simón Díaz ... Simón, el Jefe Civil
- Doris Wells ... Lidia
- Orángel Delfín ... Venancio
- Efraín de la Cerda ... Walter Pérez
- Hugo Blanco
- Héctor Bayardo
- Jose Vásquez
- Gisela López
- Carlos Flores
- Alba Pinto
- Miguel Ángel Fuster
- Nelida Leo
- Ricardo Vadell